# Distretto di Daowai
Il distretto di Daowai (道外区S, Dàowài QūP) è un distretto della Cina, situato nella provincia di Heilongjiang e amministrato dalla prefettura di Harbin.